# Pavlovski Vrh
Pavlovski Vrh – wieś w Słowenii, w gminie Ormož. 1 stycznia 2018 liczyła 147 mieszkańców.